# Quitrà d'hulla

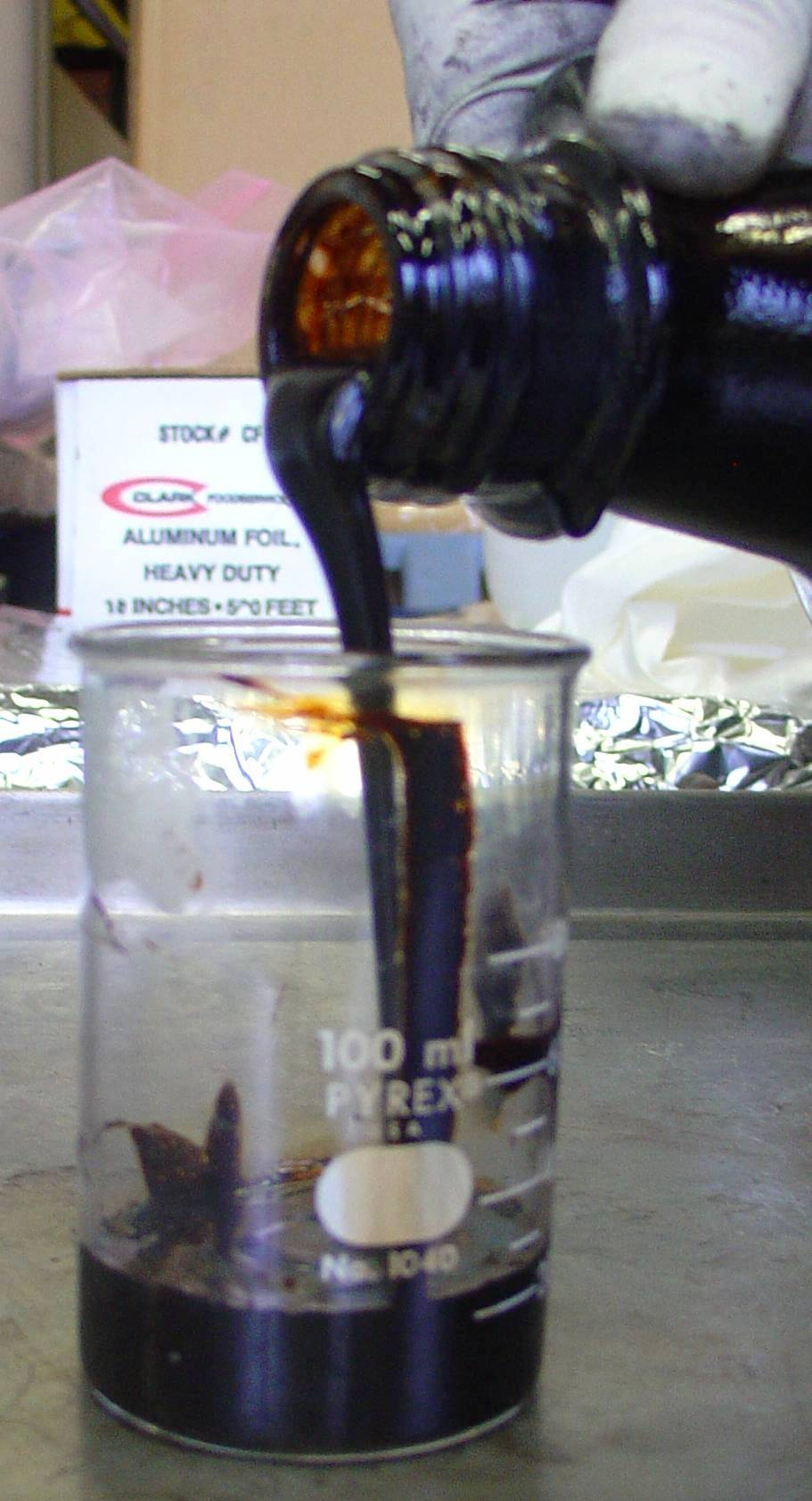
Quitrà d'hulla

El quitrà d'hulla és un líquid de color marró o negre de gran viscositat que fa olor de naftalina. Té diverses aplicacions, principalment com recobriment o pintura especialitzada gràcies a la resistència que presenta davant els àcids i les substàncies corrosives com és l'aigua salada. Està format per la mescla d'hidrocarburs aromàtics, bases nitrogenades i fenols. Conté grans quantitats de toluè, xilè i naftalè, que poden separar-se per destil·lació fraccionada.
Es fa servir com matèria primera per produir diverses substàncies químiques com el carbolineum o la piridina, quinolina i pirè, a és de ser important en la construcció de carreteres.
Actualment el quitrà d'hulla es genera com subproducte del procés de producció del coc el qual és molt important en la fosa del ferro.

## Seguretat
Segons l'Agència Internacional per a la Investigació del Càncer (IARC), els preparats que inclouen més d'un 5% de quitrà d'hulla són carcinogens del Grup 1 de carcinogens IARC.
Malgrat això, la National Psoriasis Foundation dels Estats Units diu que és una bona opció contra la psoriasi i altres malalties del cuir cabellut.